# Cokesbury, South Carolina
Cokesbury är en tätort i Greenwood County i den amerikanska delstaten South Carolina. Den ursprungliga byn vid namn Mount Ariel planlades år 1824. Namnbytet till Cokesbury efter metodistbiskoparna Thomas Coke och Francis Asbury skedde tio år senare. Cokesbury är en av South Carolinas äldsta planerade tätorter.

## Kända personer från Cokesbury
- John Gary Evans, politiker
- Frank B. Gary, politiker